# Trivalea-Moșteni, Teleorman
Trivalea-Moșteni este satul de reședință al comunei cu același nume din județul Teleorman, Muntenia, România.